# Parangitia micrina
Parangitia micrina là một loài bướm đêm trong họ Noctuidae.